# Casa de l'Abat (Llimiana)
La Casa de l'Abat és un edifici del municipi de Llimiana (Pallars Jussà) inclòs a l'Inventari del Patrimoni Arquitectònic Català.

## Descripció
Edifici capçalera d'una illa d'habitatges entre mitgeres. Confrontat amb la porta principal de l'església parroquial, la façana, avui reformada, té dues i tres plantes d'alçada que segueixen un eix de simetria definit pel portal adovellat (típic del barroc). La coberta, de teula àrab, és de dos vessants amb carener paral·lel al carrer principal.

## Història
1784 és la data de la llinda amb l'escut a sobre que porta la inscripció: "ARMAS DE LOS BERGUA". Família noble procedent de l'Aragó, que encara hi viu a la casa.